# Ottavio Ferrari (politico)
Ottavio Ferrari (Langhirano, 1789 – Langhirano, 1852) è stato un politico italiano.

## Biografia
Fu  Deputato del Regno di Sardegna nella I legislatura, eletto nel collegio di Langhirano.
Fedele alle truppe austriache (lealisti), dopo i moti del 1831 divenne uno dei più alti funzionari del Ducato di Parma. Nel 1847 venne invece sospettato di simpatie liberali e fu sospeso dall'incarico di direttore della Polizia generale. L'anno successivo fu eletto Deputato, ma a seguito dei moti di Novara del 1849 si ritirò a vita privata.